# Восстание Бар-Кохбы
Восстание Бар-Кохбы — восстание иудеев против римлян при императоре Адриане, в 132—136 годах, под предводительством Шимона Бар-Кохбы. Одно из важнейших событий в истории еврейского народа, фактически завершающее  период Второго Храма. Это восстание было очередной безуспешной попыткой восстановления еврейской государственности, которое, однако, привело к её окончательной утрате.
По мнению авторов Еврейской энциклопедии Брокгауза и Ефрона, было историческим моментом полного отделения формировавшейся христианской церкви от еврейства.

## Предыстория
Иногда это восстание называют второй иудейской войной: восстание киренских, кипрских и египетских евреев в последние годы царствования Траяна ещё не было окончательно подавлено, когда Адриан в 118 году принял бразды правления Римской империей и театр войны был перенесён в Иудею.

## История
Путешествуя в 130—131 годах по Сирии, Египту и Иудее, Адриан велел отстраивать разрушенные города. В 130 г. Адриан посетил Иерусалим, который лежал в руинах с 70-го года. На месте разрушенного города он решил основать город названный Элия Капитолина, в честь своего рода Aelius по аналогии с капитолийским храмом Area Capitolina. Это, а также декрет императора, запрещавший под угрозой смертной казни обрезание, вызвало крайне негативную реакцию среди евреев и спровоцировало очередное восстание в регионе (см. Первая Иудейская Война 66—73 гг., Война Квиета в 115—118 гг.).
По описанию Диона Кассия евреи готовились к восстанию соблюдая строжайшую секретность, собирали оружие, создавали укрепленные позиции и налаживали систему связи. Евреи «ковали оружие низкого качества для того, чтобы римляне могли отказаться от него, и они таким образом сами могли воспользоваться им». Кроме того, Дион Кассий сообщает, что евреи «укрепили определенный район подземными шахтами и валами для того, чтобы иметь место для отступления в случае, если они окажутся в тяжелой ситуации. Для того чтобы они незамеченными могли встретиться под землей, сверху через определенные интервалы были пробиты отверстия, чтобы обеспечить воздух и свет» (Dio 69, 12).
Ситуацию в регионе контролировал X римский легион с численностью около 10 тыс. (5400 солдат и сопровождение). Военный лагерь легиона располагался непосредственно на Храмовой горе. Так как в древнем Риме легионы также занимались и строительством, то именно этот легион мог приступить к строительству храма Юпитера на месте разрушенного иудейского храма.
Борьбу против римлян возглавил Шимон бар-Косева, впоследствии получивший арамейское прозвище «Бар-Кохба», то есть сын звезды, с намеком на исполнение пророчества о приходе Мессии из книги Чисел (24:17). Надежда на восстановление храма вспыхнула с новой силой с появлением законоучителя Акивы. Он объявил ставшего во главе восстания (132 год) Бар-Кохбу (то есть сына звезды) ожидаемым Мессией и возбудил самые смелые надежды в сердцах упоённых первыми успехами победителей.
Объявление Бар-Кохбы Мессией послужило расколом между иудаизмом и христианством. Поскольку Иисус в христианстве является истинным Мессией, а все последующие — являются лжепророками от дьявола, христиане отказывались признавать Бар-Кохбу Мессией и участвовать в восстании.
Бар-Кохба организовал значительную партизанскую армию, учредил национальное правительство и стал чеканить собственную монету. Три года вёл успешную борьбу с римскими армиями, овладев большей частью укреплённых пунктов страны. Повстанцы избегали открытых сражений с римлянами. Они уничтожали врагов партизанскими методами, то есть нападали мелкими группами и немедленно скрывались в пещерах, подземных ходах, в заранее приготовленных укреплениях и убежищах.
Благодаря такой тактике повстанцы нанесли римлянам большой урон и прокуратор Иудеи Тиний Руф не справился с подавлением восстания. Император Адриан вызвал из Британии своего лучшего полководца Секста Юлия Севера (Sextus Julius Severus) и послал его в Иудею, выделив 13 легионов для подавления восстания. Поначалу Юлий Север проводил военные операции с большой осторожностью, воздерживаясь от крупного сражения. Он перенял тактику повстанцев: используя мелкие нападения и вытесняя повстанцев из занятых укреплений, прекращая подвоз продовольствия и воды осажденным. Римские войска стали медленно и методично (почти 4 года) овладевать одним укрепленным пунктом за другим. По талмудическим данным для покорения Иудеи римской армии пришлось выдержать 54 сражения. Согласно христианским источникам, в частности Евсевию, последним убежищем повстанцев была сильная горная крепость Бейтар. Городок Бейтар был расположен на краю горной цепи к юго-западу от Иерусалима. Сегодня археологам хорошо известно место древнего поселения, которое идентифицируется с древним Бейтаром эпохи Бар-Кохбы. Впервые это место определил в 1863 году французский археолог Виктор Гаран. Однако систематические раскопки города начал Тель-Авивский университет только в 80-х годах XX века. Выяснилось, что во время Второй иудейской войны город был укреплен стеной, сторожевыми башнями и особыми воротами. Раскопки в районе Бейтара происходят и в настоящее время. Открыты места римских лагерей, которые окружали Бейтар, и что особенно важно — обнаружена латинская надпись, в которой обозначены отряды V Македонского и XI Клавдиева легионов. Предполагается, что части именно этих легионов участвовали в осаде Бейтара.
В 135 году крепость Бетар была взята штурмом. Последний очаг сопротивления был ликвидирован в 136 году в районе Бейт-Шеана. Здесь Адриану солдаты VI легиона воздвигли победную арку, остатки которой находились в 12 километрах к югу от Бейт-Шеана. Профессору Вернену Экку удалось реконструировать в 2002 году надпись на арке, из которой выяснилось, что титул победителя во второй раз (Imperator II) Адриан получил в 136 году, когда он справился с последним очагом сопротивления в Галилее.
Адриан жесточайшим образом наказал евреев. Под страхом смертной казни было запрещено исполнение религиозных обрядов, преподавание и изучение Моисеева закона. Адриан превратил Иерусалим в языческий город, запретив в нём проживание евреев и назвав его Aelia Capitolina. Законы Адриана против еврейской религии были отменены в правление следующего императора — Антонина Пия.

### Территориальные масштабы распространения волнений
Вопрос о территориальном охвате восстания Бар-Кохбы является одним из важнейших вопросов в области изучения самого восстания и его характеристики. «Вопрос освобождения Иерусалима, как и вопрос о территориальном охвате восстания, хотя и представляют интерес сами по себе, приобретают еще большее значение для прояснения идеологии, стоящей за взглядами того или иного ученого. Если в руках Бар-Кохбы находилась большая часть Израиля, включая Иерусалим, это дает больше оснований для оправдания восстания. Широкомасштабные успехи возвышают фигуру Бар-Кохбы и его сторонников. Если же Бар-Кохба контролировал лишь часть Иудеи, не включающую Иерусалим, это не может считаться крупным успехом с современной точки зрения. Это, в свою очередь, придает силу утверждению, что евреи должны были оценить свои силы до восстания и понять, что они выходят на заранее проигранную войну. Полное поражение трудно оправдать и легко опорочить».
Среди исследований территориального охвата восстания Бар-Кохбы и его места в событиях того времени выделяются две основные концепции:
- восстание Бар-Кохбы носило широкомасштабный характер на всей территории страны, в которое была вовлечена бо́льшая часть населения Израиля;
- восстание Бар-Кохбы не имело большого размаха, носило характер волнений среди определенной прослойки населения и не повлекло таких серьёзных последствий, как утверждают сторонники первой концепции.

### Участники восстания
- Шимон Бар-Кохба — руководитель. Урождённый Шимон (Симон); в начале восстания был принят за Мессию[11] и присвоил себе прозвище Бар-Кохба, то есть сын звезды, считая, что древнее пророчество (Чис. 24:17) о восходящей из Иакова звезде должно было исполниться на нём[14]. После победы римлян в глазах одной части евреев стал легендарным национальным героем, в глазах другой — легендарным злодеем, обманувшим еврейский народ и навлекшим на него гибель[11]; его прозвище было заменено другим — Бар-Козива (сын лжи)[5][14]. Пал в битве за крепость Бетар (135 год), и его голова была принесена в римский лагерь[15].
- Рабби Акива (Акиба бен-Иосиф) — еврейский законоучитель, первый собиратель Мишны[16]; в 135 году вместе с другими раввинами, обвинёнными в возбуждении мятежа, подвергся жестокой казни: с них живых была содрана кожа[15].
- Элизар из Моди’има (англ. — Eleazar of Modi’im, ивр. — אלעזר המודעי) — дядя Бар-Кохбы, еврейский законоучитель из 3-го поколения таннаев. По донесению некого самаритянина, защищавшего крепость Бетар, Элизар вёл переговоры с римлянами, за что был убит разгневанным Бар-Кохбой[17].
- Иешуа бен Галгула (Yeshua ben Galgula) — один из лидеров восстания, командир крепости Иродион. Известен по переписке Бар-Кохбы, найденной в Пещере Писем.

## Итоги
Итоги восстания Бар-Кохбы:
- Иудея полностью утратила государственность[18]
- Евреи были изгнаны из Иерусалима. Большинство из них переселились в Тверию, где в дальнейшем был написан Иерусалимский Талмуд[7]
- Был введён запрет на иудаизм и его обряды, включая обрезание (запрет отменён императором Антонином Пием в 138 г. н. э.)[5]
- Провинция Иудея переименована в Сирию Палестинскую, чтобы убрать упоминание еврейского народа[19]
- Разрушенный Иерусалим был переименован в Элию Капитолину и отстроен как римский город[20]
- Евреям было запрещено посещать Элию Капитолину кроме одного дня в году — Девятое ава[21]
- Евреи-христиане получили право посещения города в IV веке при императоре Константине Великом, который также вернул городу название Иерусалим.

## В искусстве
- Историческая повесть o восстании Бар-Кохбы — «Harissoth Beter» (1858) российско-еврейского писателя на иврите Калмана Шульмана (1819—1899).